# Лиса и Волк (мультфильм, 1936)
«Лиса и Волк» — советский цветной кукольный мультфильм по мотивам одноимённой русской народной сказки. Снят в 1936 году на студии «Мосфильм» режиссёром Саррой Мокиль, вышел на экраны СССР 1 апреля 1937 года. Одна из первых работ советского кино, выполненных по трёхцветному методу Павла Мершина. До войны успешно демонстрировался по всей стране.

## Сюжет
Лиса хитростью крадет у бабы с дедом пирог. Меняет его у пастушка на бычка и впрягает его в самодельную тележку. По пути ей встречается Волк, который просит его подвезти. Волк отламывает у тележки колесо и пока Лиса за ним бежит, Волк бычка съедает.
Зимой дед отправляется на рыбалку. Лиса хитростью крадет у него рыбу. Когда Волк просит у Лисы рыбы, она говорит ему что наловила сама и советует ему, как наловить рыбу на хвост в проруби.

## Создатели
- Сценарий и постановка: Александр Птушко
- Художник: Ю. Попов, А. Шелапутина, Андрей Никулин
- Композитор: Лев Шварц
- Оператор: Фёдор Фирсов
- Звукооформитель: Евгений Кашкевич
- Движение кукол: В. Левандовский, Мария Бендерская
- Оформление кукол: Сарра Мокиль
- Озвучание кукол: Михаил Дагмаров, В. Градова
- Текст песни: Татьяна Сикорская
- Цветная съемка по способу оператора Павла Мершина

## Реставрация
Фильм был восстановлен в 2011 году с цветоделенного негатива-оригинала из собрания Госфильмофонда России.
При восстановлении фильма выяснилось, что последний цветной эпизод не сохранился. Не удалось найти даже чёрно-белой копии, но зато сохранились фонограмма и монтажный лист. Благодаря этим находками специалисты по реставрации восстановили цветную версию фильма и практически, довели сказку до финала.
14 Фестиваль архивного кино «Белые столбы» в Госфильмофонде.
17 Фестиваль архивного кино «Белые столбы» в Госфильмофонде.
Фестиваль архивного кино «Белые столбы - 2012» в Госфильмофонде.